# Adolf Boyé
Adolf Boyé (* 8. Juni 1869 in Alsenz; † 23. Januar 1934 in Ludwigshafen am Rhein) war ein deutscher Diplomat und Wirtschaftsfachmann.

## Leben
Boyé war ein Sohn des Arztes Albert Boyé und seiner Ehefrau Elise geb. Spies. Er besuchte die Lateinschule in Grünstadt und das humanistische Gymnasium in Neustadt a. d. Haardt, wo er 1888 sein Abitur ablegte. 1888–1892 studierte er Rechtswissenschaft an den Universitäten Würzburg, Berlin, Kiel und Erlangen. 1889 wurde er Mitglied des Corps Rhenania Würzburg.
Nach dem Referendarexamen trat er zum 1. September 1892 in den bayerischen Justizdienst ein und wurde im Dezember 1895 Assessor. Im August 1897 wechselte er in die konsularische Laufbahn des Auswärtigen Amtes und war 1897 bis 1900 Legationssekretär in Berlin, 1900 bis 1902 deutscher Vizekonsul in Yokohama, 1902 bis 1904 Vizekonsul und stellvertretender Generalkonsul in Shanghai. Nach vorübergehender Rückkehr in das Auswärtige Amt nach Berlin wurde er dort ständiger Hilfsarbeiter und erhielt unter dem 12. Oktober 1905 den Charakter als Legationsrat. Im Mai 1907 wurde er Wirklicher Legationsrat und Vortragender Rat. 
1909 schied Boyé aus dem Reichsdienst aus und fungierte von 1910 bis 1915 als Direktor der Berliner Handelsgesellschaft und der Kolonial-Eisenbahngesellschaft. Während des Ersten Weltkrieges erfolgte 1916 sein Wiedereintritt ins Auswärtige Amt und die Verwendung als Botschaftsrat und Handelssachverständiger in Wien, 1919 vorübergehend auch als Generalbevollmächtigter des Reichsernährungsministeriums in Wien (bis 9. August) und ab November 1919 als Unterstaatssekretär für wirtschaftliche Angelegenheiten mit dem Titel eines Wirklichen Geheimen Legationsrats. Am 20. Mai 1920 wurde Boyé zum Staatssekretär und Leiter der handelspolitischen Abteilung des Auswärtigen Amtes ernannt, am 15. Juli 1921 zum Gesandten in Peking. Zum 8. März 1928 wurde er in den einstweiligen, am 1. Juli 1931 in den endgültigen Ruhestand versetzt.